# Stictolampra funebris
Stictolampra funebris är en kackerlacksart som först beskrevs av Hanitsch 1923.  Stictolampra funebris ingår i släktet Stictolampra och familjen jättekackerlackor. Inga underarter finns listade i Catalogue of Life.